# 9774 Annjudge
A 9774 Annjudge (ideiglenes jelöléssel 1993 NO) a Naprendszer kisbolygóövében található aszteroida. Eric Walter Elst fedezte fel 1993. július 12-én.